# Lixophaga discalis
Lixophaga discalis är en tvåvingeart som först beskrevs av Daniel William Coquillett 1902.  Lixophaga discalis ingår i släktet Lixophaga och familjen parasitflugor. Inga underarter finns listade i Catalogue of Life.